# Leave Me Breathless
Leave Me Breathless è l’ottavo album in studio della cantautrice norvegese Ane Brun, pubblicato nel 2017.

## Tracce
1. I Want to Know What Love Is – 4:08 (Mick Jones)
2. Always on My Mind – 3:27 (Johnny Cristopher, Mark James, Frank Thompson)
3. Unchained Melody – 3:52 (testo: Hy Zaret – musica: Alex North)
4. Hero – 4:10 (Walter Afanasieff, Mariah Carey)
5. Show Me Heaven – 5:02 (Maria McKee, Alan Rackin, Jay Rifkin)
6. Into My Arms – 3:52 (Nick Cave)
7. Stay – 4:37 (Marcella Detroit, Siobhan Fahey, Jean Guiot)
8. How to Disappear Completely – 3:03 (Colin Greenwood, Jonny Greenwood, Ed O'Brien, Phil Selway, Thom Yorke)
9. By Your Side – 2:47 (Paul S. Denman, Andrew Hale, Stuart Matthewman, Sade Adu)
10. Girl From the North Country – 4:00 (Bob Dylan)
11. No Reason to Cry – 3:23 (Tom Petty)
12. Right in Time – 3:54 (Lucinda Williams)
13. Make You Feel My Love – 2:48 (Joni Mitchell)
14. Big Yellow Taxi – 2:45 (Bob Dylan)